# HEIWAの鐘
HEIWAの鐘（へいわのかね）は、シンガーソングライターの仲里幸広（ユキヒロ）が作詞・作曲した楽曲である。仲里自身のソロ初のシングルCD。2000年5月15日リリース。
2000年7月、第26回主要国首脳会議（九州・沖縄サミット）で紹介されて注目を集める。その後、白石哲也の編曲によって合唱曲となり、主に小中学校の合唱コンクールや卒業式などで歌われている。合唱曲版には、同声二部合唱版と混声三部合唱版、混声四部合唱版が存在する。また、曲風や伴奏も沖縄風である。
2005年度には高等学校の音楽の教科書にも掲載された。

## シングル収録曲

### 2000年盤
1. HEIWAの鐘
2. あの星を見るたびに
3. ガジュマルの木の下の風に
4. HEIWAの鐘（カラオケ）

### 2005年盤
1. HEIWAの鐘
2. 輝きはここに
3. HEIWAの鐘（カラオケ）

## カバー
- NHK東京児童合唱団 - 2018年『天使のうたごえ 小学生の合唱 BEST』収録